# Westfield Sportscars
Westfield Sportscars – brytyjski producent samochodów sportowych z siedzibą w Kingswinford w hrabstwie West Midlands w Anglii.
Przedsiębiorstwo założone zostało w 1982 roku, a jego głównym produktem są roadstery utrzymane w stylu samochodu Lotus Seven. Wielkość produkcji w 2003 roku wyniosła 200 samochodów i 300 kit carów.